# 二色濱站
二色濱站（日语：／ Nishikinohama eki */?）是南海電氣鐵道（南海電鐵）的鐵路車站，位於大阪府貝塚市。

## 歷史
- 1936年（昭和11年）6月 - 此站啟用，當時為臨時站，只於夏季使用。
- 1938年（昭和13年）10月1日 - 車站升格為常設車站。
- 1944年（昭和19年）6月1日 - 車站因公司合併成為近畿日本鐵道之車站。
- 1947年（昭和22年）6月1日 - 車站因業權轉讓重新成為南海電氣鐵道之車站。
- 2013年（平成24年）4月1日 - 車站變成無人站。

## 車站構造
對向式月台2面2線的地面車站。站舍位於難波方向月台的近難波站一，往和歌山市方向月台需通過站內平交道。廁所位於閘內，是男女分開、使用淨化槽的沖水式廁所。窗口由於被列為無人站而封鎖。

### 月台配置
| 月台 | 路線   | 方向 | 目的地                              |
| ---- | ------ | ---- | ----------------------------------- |
| 1    | 南海線 | 下行 | 和歌山市方向 （機場線）關西機場方向 |
| 2    | 南海線 | 上行 | 難波方向                            |

## 相鄰車站
南海電氣鐵道
南海本線
■特急南方、■急行、■機場急行、■區間急行
通過
■準急（只限往難波運行）、■普通
貝塚（NK26）－二色濱（NK27）－鶴原（NK28）

## 外部連結
- 二色濱 - 南海電氣鐵道